# 河内山本駅
河内山本駅（かわちやまもとえき）は、大阪府八尾市山本町一丁目にある、近畿日本鉄道（近鉄）の駅である。駅番号は大阪線がD12、信貴線がJ12。

## 利用可能な鉄道路線
- 近畿日本鉄道
  - 大阪線
  - 信貴線 ※始発駅

## 歴史

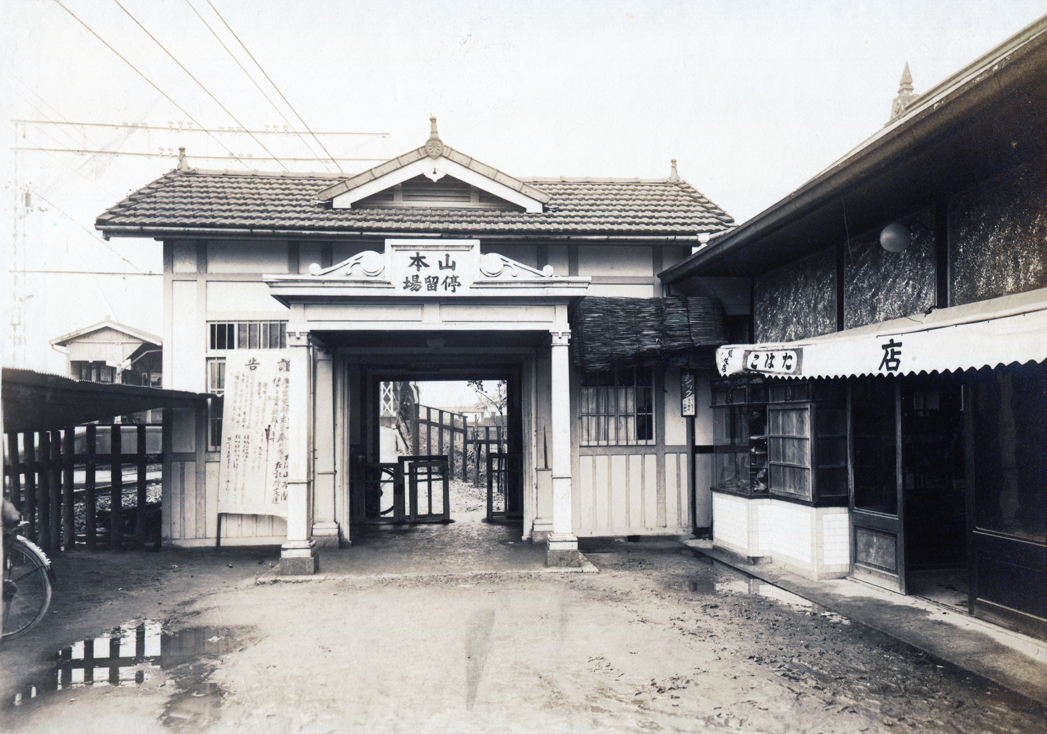
山本停留場

- 1925年（大正14年）9月30日：大阪電気軌道八木線（現在の大阪線）の八尾（現在の近鉄八尾） - 恩智間延伸時に、山本駅として開業する[1]。
- 1930年（昭和5年）12月15日：大阪電気軌道信貴線が開通[1]。分岐設備と上下待避線を設置する。
- 1932年（昭和7年）12月：大軌山本駅に改称[2]。
- 1941年（昭和16年）3月15日：参宮急行電鉄との会社合併により、関西急行鉄道の駅となる[1]。同時に河内山本駅に改称する[3]。
- 1944年（昭和19年）6月1日：会社合併により近畿日本鉄道の駅となる[1]。
- 1961年（昭和36年）3月29日：橋上駅舎供用を開始する。
- 1971年（昭和46年）4月1日：定期券専用自動改札機を設置し、供用開始[4]。
- 1995年（平成7年）3月16日：ホーム有効長が10両分に延長[5]。
- 2007年（平成19年）4月1日：PiTaPa使用を開始する[6]。

## 駅構造

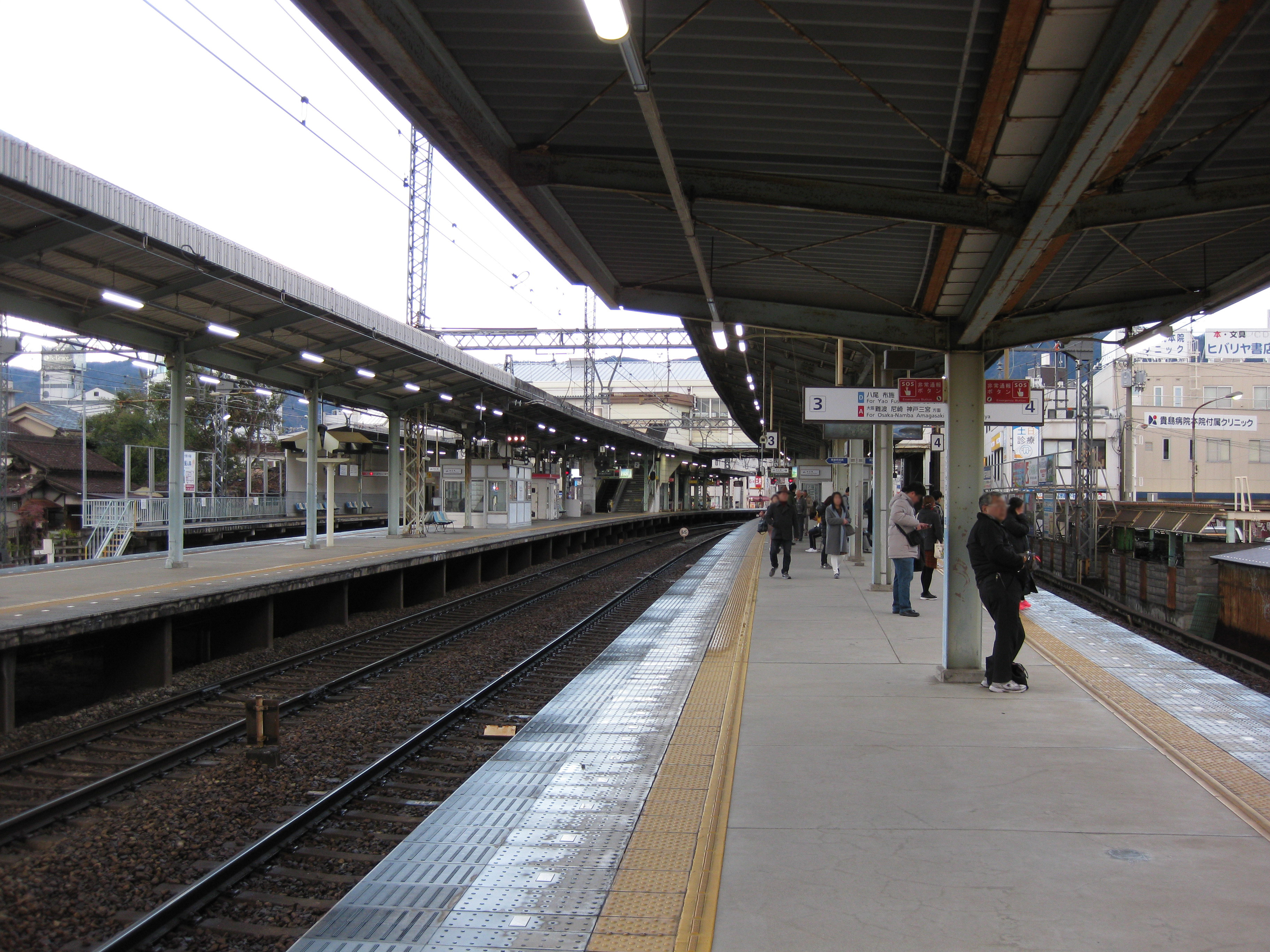
プラットホーム

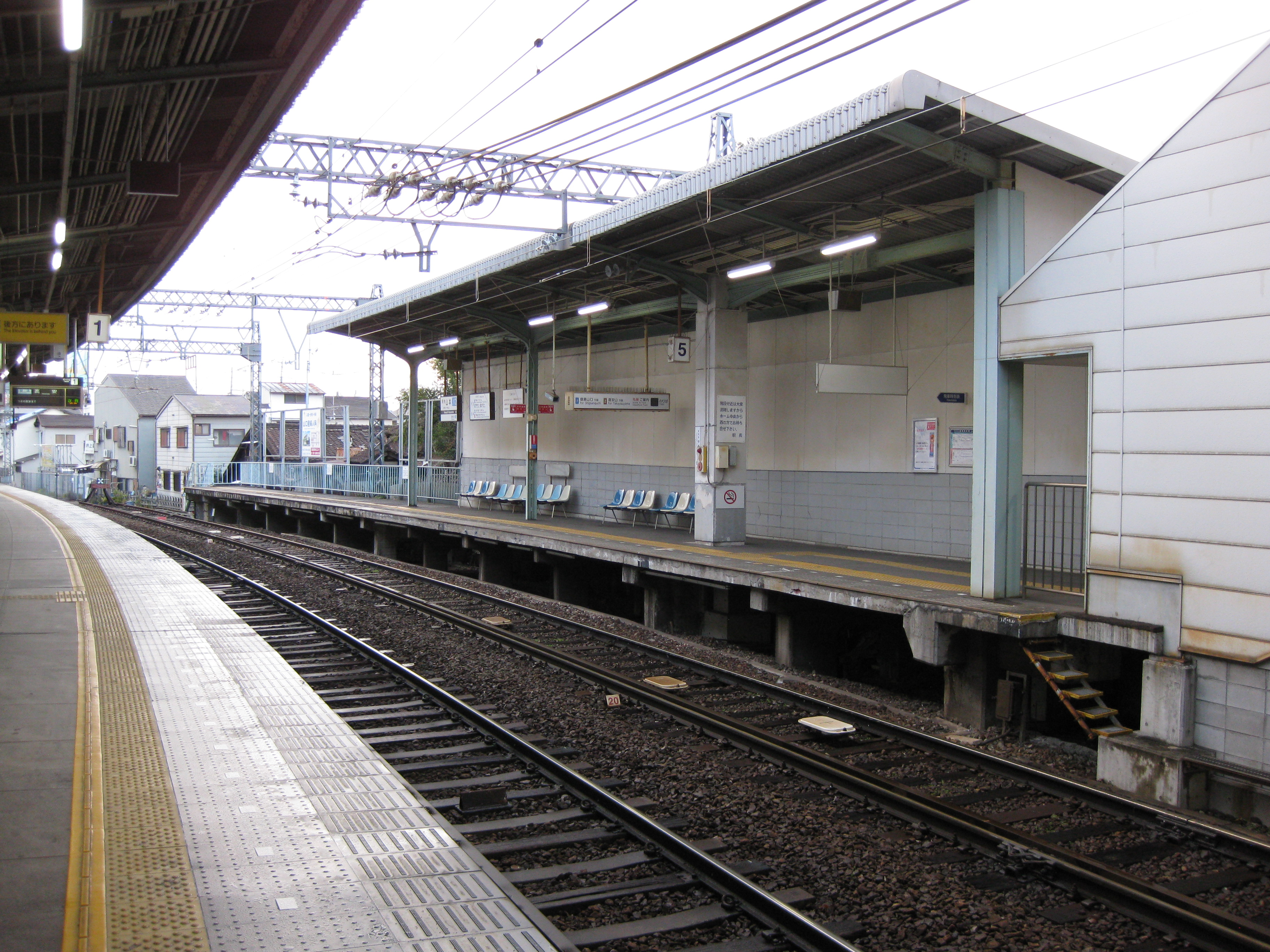
信貴線専用の5番線

島式ホーム2面・単式ホーム1面による、3面5線の地上駅で橋上駅舎を有する。南北双方に出入口があり、改札口は1ヵ所のみ。駅舎は隣の高安駅とならび、橋上駅舎としては大阪線の駅では最も古い。下り方面にかけてカーブしており、急行以上の列車は65km/h以下で通過する。

### のりば
北側から、5→1→2→3→4番のりばの順に番号が付与されている。ホーム有効長は5番のりばは2両、1番 - 4番のりばは10両分を確保する。
| のりば | 路線     | 方向 | 行先               | 備考                          |
| ------ | -------- | ---- | ------------------ | ----------------------------- |
| 5・1   | J 信貴線 | -    | 信貴山口方面       |                               |
| 1・2   | D 大阪線 | 下り | 河内国分・名張方面 |                               |
| 3・4   | D 大阪線 | 上り | 大阪上本町方面     | 3番のりばは通常は通過列車のみ |

付記事項
- 大阪線ホームは内側2線（2番線と3番線）が主本線、外側2線（1番線と4番線）が待避線である。
- 信貴線列車は1番線及び5番線からの発着となる。

### 配線図
| ← 大阪線 大阪上本町・大阪難波 方面 | 近鉄 河内山本駅 構内配線略図                        | → 信貴線 信貴山口方面 |
| | ↓ 大阪線 大和八木・ 伊勢中川・伊勢志摩・ 名古屋方面 |                       |
| 凡例 出典:川島令三、『【図説】日本の鉄道 東海道ライン 全線・全駅・全配線 第9巻 奈良・東大阪』 ISBN 978-406-270019-1、19頁、講談社、2009 を参考に作成。 |                                                     |                       |

- 駅構内で大阪線の上下線間の転線が不可能であるため五位堂方面からの信貴線送り込み回送列車は一度当駅を通過し、弥刀駅で折り返して入線する。

## 特徴

### ダイヤ面
- 大阪線の準急・区間準急（近鉄八尾駅 - 名張駅間各駅停車）停車駅となっている[8]。
- 準急以下の列車による特急・急行の待避が頻繁に行われるが、当駅では準急と普通列車の緩急接続は行われていない[8]。
- 信貴線の列車は下り大阪線の列車が1番線で待避を行わない場合は、1番線に入線し、乗り換えをしやすくしている。

### 駅設備・営業面
- 近鉄八尾駅管理の有人駅で、PiTaPa・ICOCA対応の自動改札機および自動精算機（回数券カードおよびICカードのチャージに対応）が設置されている。
- 定期券・特急券は専用の自動発売機で購入が可能[9]。
- 改札外には近鉄リテーリングが運営する有人売店（ファミリーマート近鉄山本駅改札外橋上店）が設置されている[9]。(2024年現在は閉業)

## 利用状況
2024年11月12日における1日乗降人員は17,683人である。
近年における1日乗降人員の推移は下表の通り。
| 年度               | 特定日利用状況 | 特定日利用状況 | 特定日利用状況 | 特定日利用状況 | 1日平均 乗車人員 | 出典        | 出典        | 出典          | 出典          |
| 年度               | 調査日         | 乗車人員       | 降車人員       | 乗降人員       | 1日平均 乗車人員 | 近鉄        | 近鉄        | 大阪府        | 八尾市        |
| ------------------ | -------------- | -------------- | -------------- | -------------- | ---------------- | ----------- | ----------- | ------------- | ------------- |
| 1990年（平成02年） | 11月06日       | 18,805         | 18,630         | 37,435         |                  |             |             | [ 大阪府 1 ]  |               |
| 1991年（平成03年） | -              | -              | -              | -              |                  |             |             | [ 大阪府 2 ]  |               |
| 1992年（平成04年） | 11月10日       | 18,592         | 18,271         | 36,863         |                  |             |             | [ 大阪府 3 ]  |               |
| 1993年（平成05年） | -              | -              | -              | -              |                  |             |             | [ 大阪府 4 ]  |               |
| 1994年（平成06年） | -              | -              | -              | -              |                  |             |             | [ 大阪府 5 ]  |               |
| 1995年（平成07年） | 12月05日       | 16,664         | 16,456         | 33,120         |                  |             |             | [ 大阪府 6 ]  |               |
| 1996年（平成08年） | -              | -              | -              | -              |                  |             |             | [ 大阪府 7 ]  |               |
| 1997年（平成09年） | -              | -              | -              | -              |                  |             |             | [ 大阪府 8 ]  |               |
| 1998年（平成10年） | 11月10日       | 15,642         | 15,601         | 31,243         |                  |             |             | [ 大阪府 9 ]  |               |
| 1999年（平成11年） | -              | -              | -              | -              |                  |             |             | [ 大阪府 10 ] |               |
| 2000年（平成12年） | 11月07日       | 15,142         | 15,178         | 30,320         |                  | [ 近鉄 1 ]  | [ 近鉄 2 ]  | [ 大阪府 11 ] |               |
| 2001年（平成13年） | -              | -              | -              | -              |                  |             |             | [ 大阪府 12 ] |               |
| 2002年（平成14年） | -              | -              | -              | -              |                  |             |             | [ 大阪府 13 ] |               |
| 2003年（平成15年） | 11月11日       | 13,236         | 13,028         | 26,264         |                  | [ 近鉄 3 ]  | [ 近鉄 4 ]  | [ 大阪府 14 ] |               |
| 2004年（平成16年） | -              | -              | -              | -              |                  |             |             | [ 大阪府 15 ] |               |
| 2005年（平成17年） | 11月08日       | 12,437         | 12,468         | 24,905         |                  | [ 近鉄 5 ]  | [ 近鉄 6 ]  | [ 大阪府 16 ] |               |
| 2006年（平成18年） | -              | -              | -              | -              |                  |             |             | [ 大阪府 17 ] |               |
| 2007年（平成19年） | -              | -              | -              | -              | 12,339           |             |             | [ 大阪府 18 ] | [ 八尾市 1 ]  |
| 2008年（平成20年） | 11月18日       | 11,523         | 11,420         | 22,943         | 12,031           | [ 近鉄 7 ]  | [ 近鉄 8 ]  | [ 大阪府 19 ] | [ 八尾市 2 ]  |
| 2009年（平成21年） | -              | -              | -              | -              | 11,317           |             |             | [ 大阪府 20 ] | [ 八尾市 3 ]  |
| 2010年（平成22年） | 11月09日       | 10,452         | 10,596         | 21,048         | 10,982           | [ 近鉄 9 ]  | [ 近鉄 10 ] | [ 大阪府 21 ] | [ 八尾市 4 ]  |
| 2011年（平成23年） | -              | -              | -              | -              | 10,799           |             |             | [ 大阪府 22 ] | [ 八尾市 5 ]  |
| 2012年（平成24年） | 11月13日       | 9,899          | 9,858          | 19,757         | 10,452           | [ 近鉄 11 ] | [ 近鉄 12 ] | [ 大阪府 23 ] | [ 八尾市 6 ]  |
| 2013年（平成25年） | -              | -              | -              | -              | 10,626           |             |             | [ 大阪府 24 ] | [ 八尾市 7 ]  |
| 2014年（平成26年） | -              | -              | -              | -              | 10,402           |             |             | [ 大阪府 25 ] | [ 八尾市 8 ]  |
| 2015年（平成27年） | 11月10日       | 10,089         | 9,789          | 19,878         | 10,500           | [ 近鉄 13 ] | [ 近鉄 14 ] | [ 大阪府 26 ] | [ 八尾市 9 ]  |
| 2016年（平成28年） | -              | -              | -              | -              | 10,491           |             |             | [ 大阪府 27 ] | [ 八尾市 10 ] |
| 2017年（平成29年） | -              | -              | -              | -              | 10,477           |             |             | [ 大阪府 28 ] | [ 八尾市 11 ] |
| 2018年（平成30年） | 11月13日       | 10,200         | 10,081         | 20,281         | 10,407           | [ 近鉄 15 ] | [ 近鉄 16 ] | [ 大阪府 29 ] | [ 八尾市 12 ] |
| 2019年（令和元年） | -              | -              | -              | -              | 10,371           |             |             | [ 大阪府 30 ] | [ 八尾市 13 ] |
| 2020年（令和02年） | -              | -              | -              | -              | 8,127            |             |             | [ 大阪府 31 ] | [ 八尾市 14 ] |
| 2021年（令和03年） | 11月09日       | 8,361          | 8,151          | 16,512         | 8,373            | [ 近鉄 17 ] |             | [ 大阪府 32 ] | [ 八尾市 15 ] |
| 2022年（令和04年） | 11月08日       | 8,641          | 8,392          | 17,033         | 9,013            | [ 近鉄 18 ] |             | [ 大阪府 33 ] | [ 八尾市 16 ] |
| 2023年（令和05年） | 11月07日       | 8,603          | 8,428          | 17,031         |                  | [ 近鉄 19 ] |             | [ 大阪府 34 ] |               |
| 2024年（令和06年） | 11月12日       |                |                | 17,683         |                  | [ 近鉄 20 ] |             |               |               |

## 駅周辺
- 江戸時代に大和川付け替えによって旧河川敷に広大な土地ができたことから新田開発が始まった。 明治維新以降は当地での綿栽培を主体とした農業は廃れてしまったが、大正時代末期の鉄道開通によって交通の利便性は高まっていった。昭和時代初期に山本新田の土地所有者である住友財閥による宅地造成が進められ、財閥系企業や商社などのサラリーマンを対象に通勤用の邸宅地として売り出された。しかし、当時は鉄道のスピードも遅く、大阪市内までの通勤の便もいいとはいえなかったため、これらの邸宅は、近隣（現在の東大阪市、柏原市）や同市内の富農の新宅として購入される傾向があった。そのため、この街には、農業から転業した不動産賃貸業を営む個人事業者が多い。
- 大阪府道15号線（茨木八尾線）と玉串川が南北に貫き、太平洋戦争後まもなく植えられた、約4キロメートルほど続く桜並木は当地の名所である。

### 北側
- 山本八幡宮
- 八尾市役所山本出張所・八尾市立山本図書館・山本コミュニティーセンター
- 大阪府立山本高等学校
- 八尾市立上之島中学校
- 八尾市立山本小学校
- 八尾市立山本幼稚園
- 大阪府立八尾支援学校

### 南側
- 八尾山本郵便局
- 八尾市立総合体育館

## バス路線
近鉄バスが北口に発着。停留所名は「山本駅前」。いずれも八尾営業所の担当。
| のりば | 路線名   | 系統・行先       | 備考       |
| ------ | -------- | ---------------- | ---------- |
| 1      | 花園線   | 90番：花園駅前   |            |
| 1      | 花園線   | 91番：玉串       | 平日最終便 |
| 3      | 東花園線 | 20番：東花園駅前 |            |

## 隣の駅
近畿日本鉄道
D 大阪線 
■快速急行・■急行
通過
■準急・■区間準急・■普通
近鉄八尾駅 (D11) - 河内山本駅 (D12) - 高安駅  (D13)
J 信貴線（全列車が各駅に停車）
河内山本駅 (J12) - 服部川駅 (J13)

### 記事本文

### 利用状況
1. ↑  駅別一日乗降人員 難波線 大阪線 - 近畿日本鉄道
2. ↑  駅別一日乗降人員 生駒線 田原本線 信貴線 けいはんな線 - 近畿日本鉄道
3. ↑  大阪府統計年鑑 - 大阪府
4. ↑  八尾市統計書 - 八尾市

#### 近畿日本鉄道
1. ↑  駅別乗降人員 難波線 大阪線 - 近畿日本鉄道（ウェイバックマシン）
2. ↑  駅別乗降人員 生駒線 田原本線 信貴線 東大阪線 - 近畿日本鉄道（ウェイバックマシン）
3. ↑  駅別乗降人員 難波線 大阪線 - 近畿日本鉄道（ウェイバックマシン）
4. ↑  駅別乗降人員 生駒線 田原本線 信貴線 東大阪線 - 近畿日本鉄道（ウェイバックマシン）
5. ↑  駅別乗降人員 難波線 大阪線 - 近畿日本鉄道（ウェイバックマシン）
6. ↑  駅別乗降人員 生駒線 田原本線 信貴線 けいはんな線 - 近畿日本鉄道（ウェイバックマシン）
7. ↑  駅別乗降人員 難波線 大阪線 - 近畿日本鉄道（ウェイバックマシン）
8. ↑  駅別乗降人員 生駒線 田原本線 信貴線 けいはんな線 - 近畿日本鉄道（ウェイバックマシン）
9. ↑  駅別乗降人員 難波線 大阪線 - 近畿日本鉄道（ウェイバックマシン）
10. ↑  駅別乗降人員 生駒線 田原本線 信貴線 けいはんな線 - 近畿日本鉄道（ウェイバックマシン）
11. ↑  駅別乗降人員 難波線 大阪線 - 近畿日本鉄道（ウェイバックマシン）
12. ↑  駅別乗降人員 生駒線 田原本線 信貴線 けいはんな線 - 近畿日本鉄道（ウェイバックマシン）
13. ↑  駅別乗降人員 難波線 大阪線 - 近畿日本鉄道（ウェイバックマシン）
14. ↑  駅別乗降人員 生駒線 田原本線 信貴線 けいはんな線 - 近畿日本鉄道（ウェイバックマシン）
15. ↑  駅別乗降人員 難波線 大阪線 - 近畿日本鉄道（ウェイバックマシン）
16. ↑  駅別乗降人員 生駒線 田原本線 信貴線 けいはんな線 - 近畿日本鉄道（ウェイバックマシン）
17. ↑  近鉄線駅別乗降人員データ【調査日：令和3年11月9日(火)】 (PDF)  - 近畿日本鉄道
18. ↑  近鉄線駅別乗降人員データ【調査日：令和4年11月8日(火)】 (PDF)  - 近畿日本鉄道
19. ↑  近鉄線駅別乗降人員データ【調査日：令和5年11月7日(火)】 (PDF)  - 近畿日本鉄道
20. ↑  近鉄線駅別乗降人員データ【調査日：令和6年11月12日(火)】 (PDF)  - 近畿日本鉄道

#### 大阪府統計年鑑
1. ↑  大阪府統計年鑑（平成3年） (PDF)
2. ↑  大阪府統計年鑑（平成4年） (PDF)
3. ↑  大阪府統計年鑑（平成5年） (PDF)
4. ↑  大阪府統計年鑑（平成6年） (PDF)
5. ↑  大阪府統計年鑑（平成7年） (PDF)
6. ↑  大阪府統計年鑑（平成8年） (PDF)
7. ↑  大阪府統計年鑑（平成9年） (PDF)
8. ↑  大阪府統計年鑑（平成10年） (PDF)
9. ↑  大阪府統計年鑑（平成11年） (PDF)
10. ↑  大阪府統計年鑑（平成12年） (PDF)
11. ↑  大阪府統計年鑑（平成13年） (PDF)
12. ↑  大阪府統計年鑑（平成14年） (PDF)
13. ↑  大阪府統計年鑑（平成15年） (PDF)
14. ↑  大阪府統計年鑑（平成16年） (PDF)
15. ↑  大阪府統計年鑑（平成17年） (PDF)
16. ↑  大阪府統計年鑑（平成18年） (PDF)
17. ↑  大阪府統計年鑑（平成19年） (PDF)
18. ↑  大阪府統計年鑑（平成20年） (PDF)
19. ↑  大阪府統計年鑑（平成21年） (PDF)
20. ↑  大阪府統計年鑑（平成22年） (PDF)
21. ↑  大阪府統計年鑑（平成23年） (PDF)
22. ↑  大阪府統計年鑑（平成24年） (PDF)
23. ↑  大阪府統計年鑑（平成25年） (PDF)
24. ↑  大阪府統計年鑑（平成26年） (PDF)
25. ↑  大阪府統計年鑑（平成27年） (PDF)
26. ↑  大阪府統計年鑑（平成28年） (PDF)
27. ↑  大阪府統計年鑑（平成29年） (PDF)
28. ↑  大阪府統計年鑑（平成30年） (PDF)
29. ↑  大阪府統計年鑑（令和元年） (PDF)
30. ↑  大阪府統計年鑑（令和2年） (PDF)
31. ↑  大阪府統計年鑑（令和3年） (PDF)
32. ↑  大阪府統計年鑑（令和4年） (PDF)
33. ↑  大阪府統計年鑑（令和5年） (PDF)
34. ↑  大阪府統計年鑑（令和6年） (PDF)

#### 八尾市統計書
1. ↑  八尾市統計書　2009年版 - 八尾市
2. ↑  八尾市統計書　2010年版 - 八尾市
3. ↑  八尾市の概要　2011 - 八尾市
4. ↑  八尾市統計書　2012年版 - 八尾市
5. ↑  八尾市統計書　2013年版 - 八尾市
6. ↑  八尾市統計書　2014年版 - 八尾市
7. ↑  八尾市統計書　2015年版 - 八尾市
8. ↑  八尾市統計書　2016年版 - 八尾市
9. ↑  八尾市統計書　2017年版 - 八尾市
10. ↑  八尾市統計書　2018年版 - 八尾市
11. ↑  八尾市統計書　2019年版（平成30年度統計） - 八尾市
12. ↑  八尾市統計書　2020年版（令和元年度統計） - 八尾市
13. ↑  八尾市統計書　2021年版（令和2年度統計） - 八尾市
14. ↑  八尾市統計書　2022年版（令和3年度統計） - 八尾市
15. ↑  八尾市統計書　2023年版（令和4年度統計） - 八尾市
16. ↑  八尾市統計書　2024年版（令和5年度統計） - 八尾市